# کوزمینوفکا
کوزمینوفکا (به لاتین: Kuzminovka) یک منطقهٔ مسکونی در روسیه است که در باشقیرستان واقع شده‌است.